# Vlaams schaap

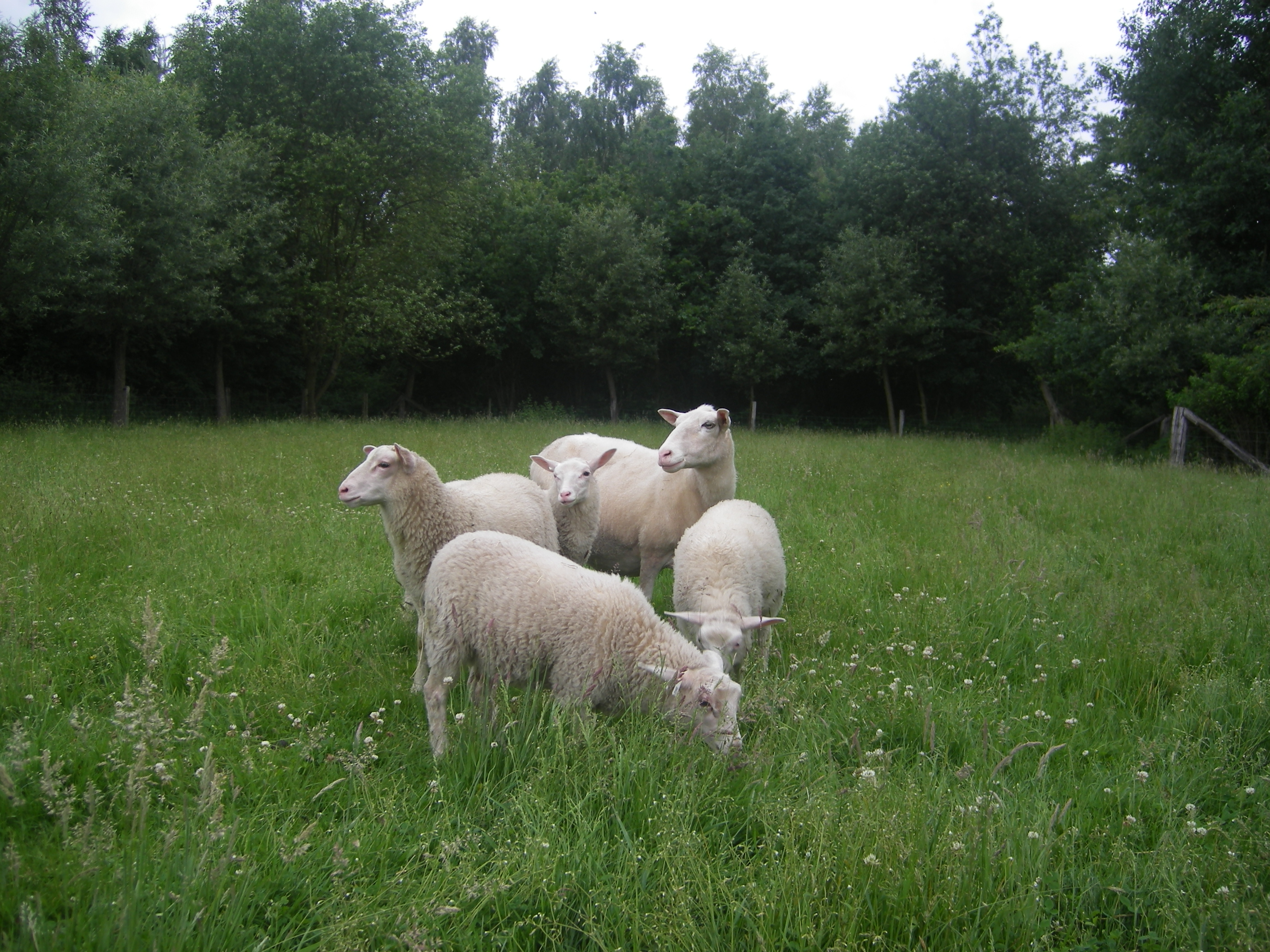
Vlaams schaap - Ooi met vierling

Het Vlaams schaap behoort tot de polderschapen of kustschapen. Mogelijk is het verwant met rassen van melkschapen zoals het Belgisch, Zeeuws en Fries melkschaap. Een studie van Meyermans et al (2019) op basis van SNP-merkers op bovengenoemde rassen en het Vlaams schaap geeft aan dat de genetische afstand van het Vlaams schaap tot de melkschapen groter is dan tussen de melkschapenrassen onderling. 
Het Vlaams schaap werd oorspronkelijk gefokt en gehouden voor de wolproductie. Het leverde de grondstof voor de lakenindustrie. In Frankrijk is het gekend als de Flandrine. Het Vlaams schaap is een groot hoogbenig schaap, volledig wit qua wol, kop en poten. De neusspiegel en hoefjes zijn liefst ongepigmenteerd maar zwarte neuzen en hoefjes komen ook voor.
Het ras is zeer vruchtbaar en werd daarom in combinatie met de Texelaar gebruikt voor het creëren van de Swifter. Oudere ooien werpen gemiddeld meer dan twee lammeren en zijn in staat om probleemloos een drieling groot te brengen. Onderzoek door Meyermans et al. (2017)  heeft aangetoond dat in dit ras een genetische variant segregeert die het aantal lammeren per worp verhoogt. Deze mutatie, FecXGr, werd voor het eerst gevonden in de Grivette, beschreven door Demars et al. (2013) .

## Stamboek
In België wordt het stamboek bijgehouden door het Steunpunt Levend Erfgoed (SLE) en in Nederland door het Swifterstamboek